# Lorena Herrera
Lorena Maritza Herrera de la Vega (Mazatlán, Sinaloa, 18 de fevereiro de 1967) é uma modelo, cantora e atriz mexicana.

## Carreira
Lorena Herrera nasceu em Mazatlán, no México. Sua família se mudou para a Cidade do México quando ela ainda era uma menina. Em seguida, iniciou uma carreira profissional como modelo. Ela venceu vários concursos de beleza e participar de eventos de moda fora do México. [carece de fontes?]
Em seguida, ela conheceu alguns respeitados cineastas mexicanos que lhe convidaram para trabalhar como atriz.[carece de fontes?] Fez também muitos filmes. Em 1991, Lorena participou da telenovela Muchachitas, do produtor Emilio Larrosa. Depois disso, ela participou de outras produções televisivas, como María Isabel, de 1997, Amy, la niña de la mochila azul, de 2004, entre outras.
Em 1996, Lorena lança sua primeira produção musical pop chamado "Lorena Herrera", criando uma grande legião de fãs. Desde então, ela canta em todos os lugares que ela tem fãs. Sua beleza é também admirado por calendários eróticos. O nome dela é considerada sinônimo de beleza, por isso ela publicou seu próprio livro: "Dicas de beleza de Lorena Herrera". Além disso, alguns produtos de beleza são lançados para as vendas com o nome dela.[carece de fontes?]
Em 2008, ganhou o posto de Sexy-Simbol no México, e esteve na lista dos mais desejados do século.[carece de fontes?]

## Atuações na televisão
- 2019 - Un poquito tuyo - Catalina Montiel de Solano
- 2015 - Amores con trampa - Ángeles Sánchez "La Pantera de los Ojos Grises"
- 2010 - Niña de mi corazón - Silvana Quinto de Gasca
- 2009 - Atrévete a soñar - Professora
- 2009 - Verano de Amor - Senhora
- 2007 - Lola... Érase una vez! - Monserrat Torres-Oviedo vda. de Santo Domingo
- 2004 - Amy, la niña de la mochila azul - Leonora Rivas
- 2000 - Mi destino eres tú - Olga Ramos Moret
- 1997 - María Isabel - Lucrecia Fontaner
- 1995 - El premio mayor - Antonia Fernández de Domensain / Florencia de Robledo / Roberta de Reyes Renata / Isabel Villagrán
- 1993-1994 - Dos mujeres un camino - Lorena Montenegro
- 1994 - Entre la vida y la muerte - Jessica
- 1991 - Muchachitas - Claudia Villaseñor

### Séries
- Renta congelada (2017) - Mãe de Fernando
- Una segunda oportunidad (2005)
- La escuelita VIP (2004) - Lorenita
- ¿Qué nos pasa? (1999)
- Derbez en cuando (1998-1999)
- Hasta que la muerte los separe (1994) - Lorena / Lorenita

### Programas de televisão
- Top Chef Estrellas (2014)
- Estrella2 (2013) - Juana de Arco
- Desmadruga2
- Incógnito (2008)
- Big Brother VIP (2002)
- Toma Libre (2000)

### Filmes
- El jardinero 2 (2003)
- Comando M-5 (2002)
- En la mira de mi gatillo (2001) - Carlos
- Orquídea sangrienta (2001)
- Provocación (2000) - Mariana
- Y... donde está el policleto? (2000)
- El jardinero (1999) - Lilia Gallardo
- Amigo tequila (1999)
- Cuentas claras (1999) - Güera
- Asesinato por encargo (1999)
- Table Dance (1998)
- 2 sinaloenses y 3 colombianas (1998)
- Mi última bala (1998)
- Rumores de muerte (1996)
- Changos, monos y gorilas (1996)
- El Talachas y su meneíto (1996)
- Una mujer con oficio (1995)
- Pruebas de amor (1994)
- Muralla de tinieblas (1994)
- Herencia diabólica (1994)
- Contrabando de esmeraldas (1993)
- Halcones de la muerte - Espías mortales (1993) - Eva
- Amargo destino (1993)
- Lucha a muerte (1992)
- Muerte ciega (1992)
- La fichera más rápida del oeste (1992)
- De un blanco mortal (1992) - Susana Prado
- Pecado original (1991)
- Dos nacos en el planeta de las mujeres (1991)
- Desvestidas y alborotadas (1991)
- Yo soy la ley (1991)
- Traición (1991)
- Burbujas de amor (1991)
- No me des las... gracias llorando (1991)
- Hembra o macho (1991)
- Policía secreto (1991) - Carolina
- La pareja perfecta (1991) - Soledad
- Corrupción y placer (1991) - Ana
- Perseguida (1991)
- María la guerrillera (1991)
- Hacer el amor con otro (1991)
- Acapulco (1991)
- El agarratodo (1990)
- Para todas tengo (1990)
- Comando marino (1990) - Marta
- La isla de los alacranes (1990)
- La chica del alacrán de oro (1990) - Coty
- Justiciero callejero (1990)
- El diario íntimo de una cabaretera (1989)
- El pájaro con suelas (1989)
- Las borrachas (1989)
- Entre cornudos te veas (1989)
- Las calenturas de Juan Camaney II (1989)
- El mil hijos (1989)
- Pasándola bien (1989)
- Para que dure no se apure (1988)
- Un paso al más acá (1988)
- Durazo, la verdadera historia (1988)
- Los mayates atacan (1987)
- Cocaína (1985)
- Emanuelo (1984)

## Discografia
- Circuit Mixes (2014)
- Desnúdame el alma (2009)
- Sobreviviré (2004)
- Aquí estoy (2002)
- Dame amor (1998)
- Soy the Remixes (1996)
- Lorena Herrera (1996)

## Singles
- "Karma" (2016)
- "Plastik" (2016)
- "Flash" (2015)
- "Masoquista" (2015)
- "Mírame" (2014)
- "Ya" (2009)
- "Abrázame (Dance Remix)" (2004)
- "Soy" (1996)
- "Desnúdame el alma" (1998)
- "Dame amor" (1998)
- "Los pecados de amor" (1996)
- "Yo viviré" (1996)